# Jasenná, Náchod
Jasenná là một làng thuộc huyện Náchod, vùng Královéhradecký, Cộng hòa Séc.